# 周道新 (康熙進士)
周道新，直隸顺天府大興县人，清朝政治人物、进士出身。

## 生平
康熙三十三年，登进士，改庶吉士，授翰林院編修、官至刑部侍郎。